# Guillon
Pour les articles homonymes, voir Guillon (homonymie).
Guillon [ɡɥijɔ̃] est une ancienne commune française située dans le département de l'Yonne en région Bourgogne-Franche-Comté. Le 1er janvier 2019, elle devient commune déléguée de Guillon-Terre-Plaine.

## Géographie
Guillon est un village bourguignon, situé dans le sud du département de l'Yonne à moins de 2 km de la Côte-d'Or et proche de la Nièvre.
Le centre du village est sur la rive droite du Serein, dans une boucle de la rivière que l'on traverse par un pont de pierre du XVIe siècle.

### Hameaux
Courterolles, Perrigny et Montot.

## Histoire
La fontaine Sainte-Marguerite est un site archéologique du bronze final III,.
Pendant la guerre de Cent Ans, Guillon fut occupé par l'armée anglaise jusqu'à ce que soit signé entre la Bourgogne et l'Angleterre un traité connu sous le nom de "traité des moutons d'or". La Bourgogne ainsi libérée du joug anglais dut payer 200 000 moutons d'or. Lors de cette transaction, Édouard III séjourna au château de Guillon. Il s'agit de l'un des seuls épisodes historiques liés à ce château.
Par un arrêté préfectoral du 24 décembre 2018, la commune se regroupe avec Cisery, Sceaux, Trévilly et Vignes pour former la commune nouvelle de Guillon-Terre-Plaine au 1er janvier 2019.

## Politique et administration
| Période   | Période   | Identité              | Étiquette   | Qualité                                 |
| --------- | --------- | --------------------- | ----------- | --------------------------------------- |
| 1945      | mars 1971 | Louis Gabriel Dormont | DVD         | Conseiller Général (1943-1970)          |
| mars 1971 | juin 1995 | André Bonnet          | RI puis UDF | Conseiller Général (1970-2001)          |
| mars 1996 | mars 2001 | Maud Lethi            |             |                                         |
| mars 2001 | en cours  | Claudie Champeaux     | DVD         | Présidente de la Communauté de communes |

La commune de Guillon fait partie de la communauté de communes du Serein. La communauté de communes adhère au Pays avallonnais (selon la loi Voynet).

## Démographie
L'évolution du nombre d'habitants est connue à travers les recensements de la population effectués dans la commune depuis 1793. Pour les communes de moins de 10 000 habitants, une enquête de recensement portant sur toute la population est réalisée tous les cinq ans, les populations de référence des années intermédiaires étant quant à elles estimées par interpolation ou extrapolation. Pour la commune, le premier recensement exhaustif entrant dans le cadre du nouveau dispositif a été réalisé en 2006.

En 2017, la commune comptait 760 habitants, en évolution de +61,02 % par rapport à 2011 (Yonne : −1,95 %, France hors Mayotte : +2,11 %).
| 1793 | 1800 | 1806 | 1821 | 1831 | 1836 | 1841 | 1846 | 1851 |
| ---- | ---- | ---- | ---- | ---- | ---- | ---- | ---- | ---- |
| 767  | 701  | 806  | 787  | 822  | 849  | 795  | 818  | 818  |

| 1856 | 1861 | 1866 | 1872 | 1876 | 1881 | 1886 | 1891 | 1896 |
| ---- | ---- | ---- | ---- | ---- | ---- | ---- | ---- | ---- |
| 809  | 809  | 780  | 828  | 853  | 870  | 867  | 877  | 841  |

| 1901 | 1906 | 1911 | 1921 | 1926 | 1931 | 1936 | 1946 | 1954 |
| ---- | ---- | ---- | ---- | ---- | ---- | ---- | ---- | ---- |
| 828  | 775  | 745  | 641  | 614  | 591  | 623  | 575  | 525  |

| 1962 | 1968 | 1975 | 1982 | 1990 | 1999 | 2006 | 2011 | 2016 |
| ---- | ---- | ---- | ---- | ---- | ---- | ---- | ---- | ---- |
| 498  | 497  | 446  | 438  | 439  | 454  | 457  | 472  | 433  |

| 2017 | - | - | - | - | - | - | - | - |
| ---- | - | - | - | - | - | - | - | - |
| 760  | - | - | - | - | - | - | - | - |

## Lieux et monuments
- L'église Saint-Rémy[8]

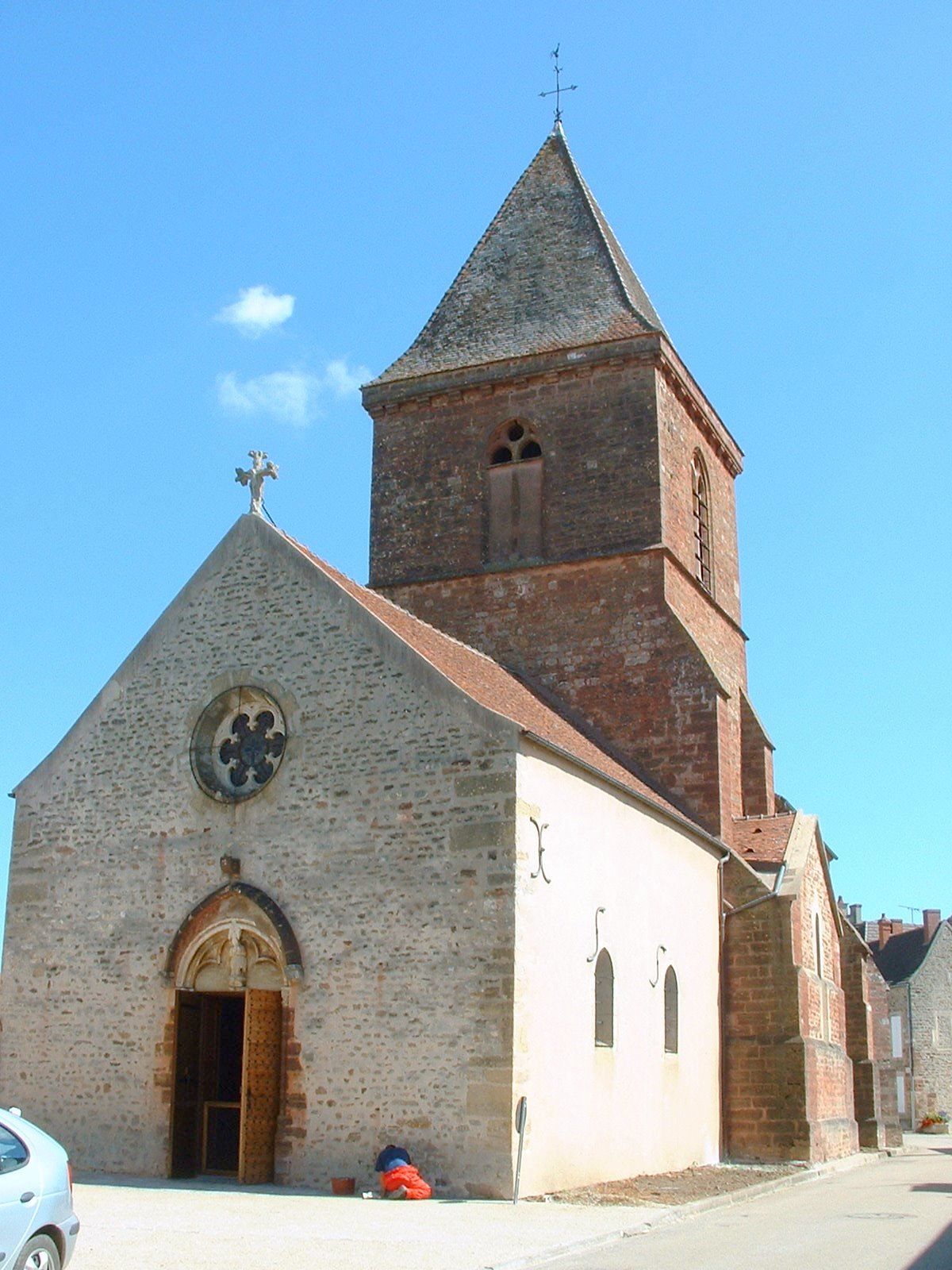
L'église Saint-Rémi

L'église comporte un chœur de la fin du XIIe siècle, une nef reconstruite au XVe siècle, après un incendie en 1418, ainsi qu'un clocher datant du XIVe siècle.
Le chœur, flanqué à l'extérieur d'une tour massive datant également du XIIe siècle, est soutenu par d'épais contreforts.
On accède à la nef par un portail du XIVe siècle, qui présente un arc plein-cintre surbaissé, encadrant sur le tympan une statue de la Vierge inscrite dans un trilobe. Au-dessus, un arc en ogive embrasse le tout et fait reposer ses extrémités, au niveau de la statue, sur deux têtes saillantes, l'une d'homme, l'autre de femme. L'arc plein-cintre s'appuie de chaque côté sur deux colonnettes à chapiteaux, taillées dans le calcaire rouge.

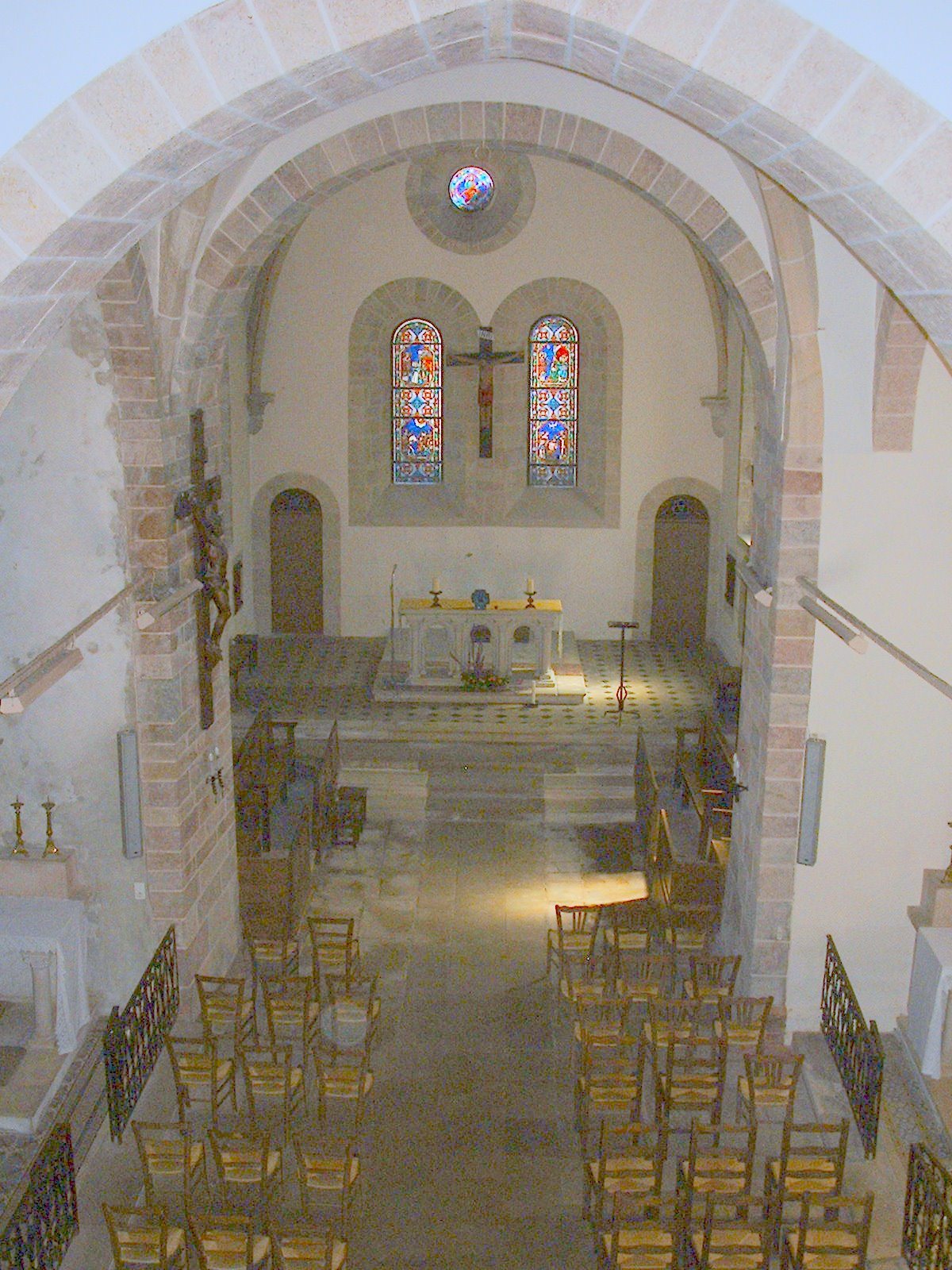
la nef

À l'intérieur, au fond, on trouve les fonts baptismaux, datant du XIIe siècle, et classés monument historique. C'est une cuve massive de pierre dure, taillée à huit pans, et couverte d'une boiserie récente. À la partie moyenne se détachent sur les arêtes et en relief des têtes.
Derrière ces fonts baptismaux se trouve une statue de la Vierge des vignerons, en bois sculpté. Datée du XVIIe siècle, elle porte l'enfant-Jésus sur son bras. Chacun tient un sarment où pend une grappe de raisin rouge. Cette œuvre nous rappelle que jadis, la région était une terre de vignes.
Lors de la restauration du chœur, d'une partie de la nef et des chapelles latérales, en 1992, on a découvert sous du badigeon de fines décorations de frises de couleur sur un fond de ciel étoilé bleu et or. Cette ornementation au-dessus du chœur et sur les pierres des voûtes, datant sans doute du XIXe siècle, a été mise au jour et restaurée.
Les deux vitraux qui éclairent le fond du chœur figurent la vie de saint Rémi, dont la statue de pierre est située au-dessus de la petite porte de l'église.

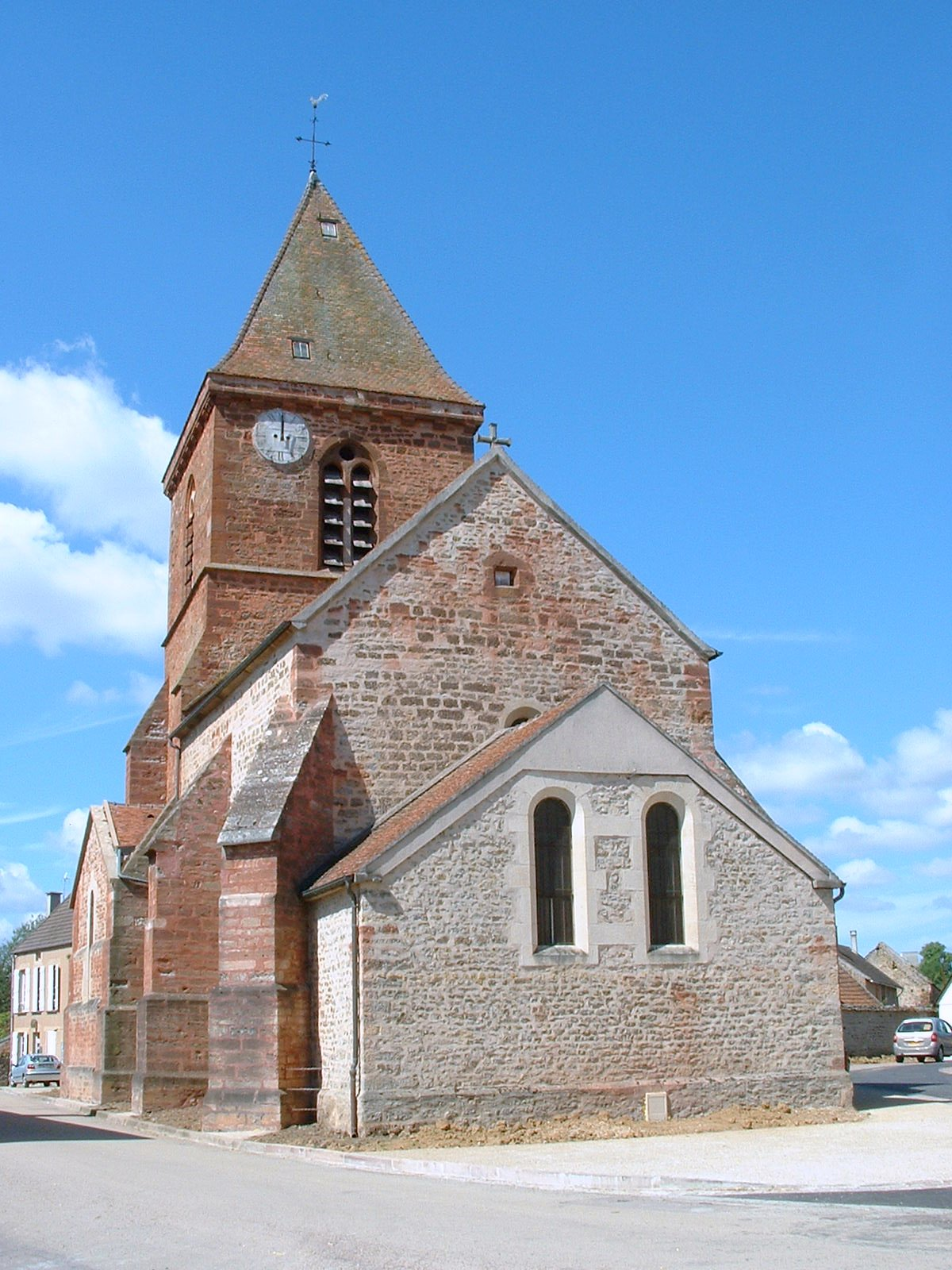
Derrière de l'église Saint-Rémi de Guillon.
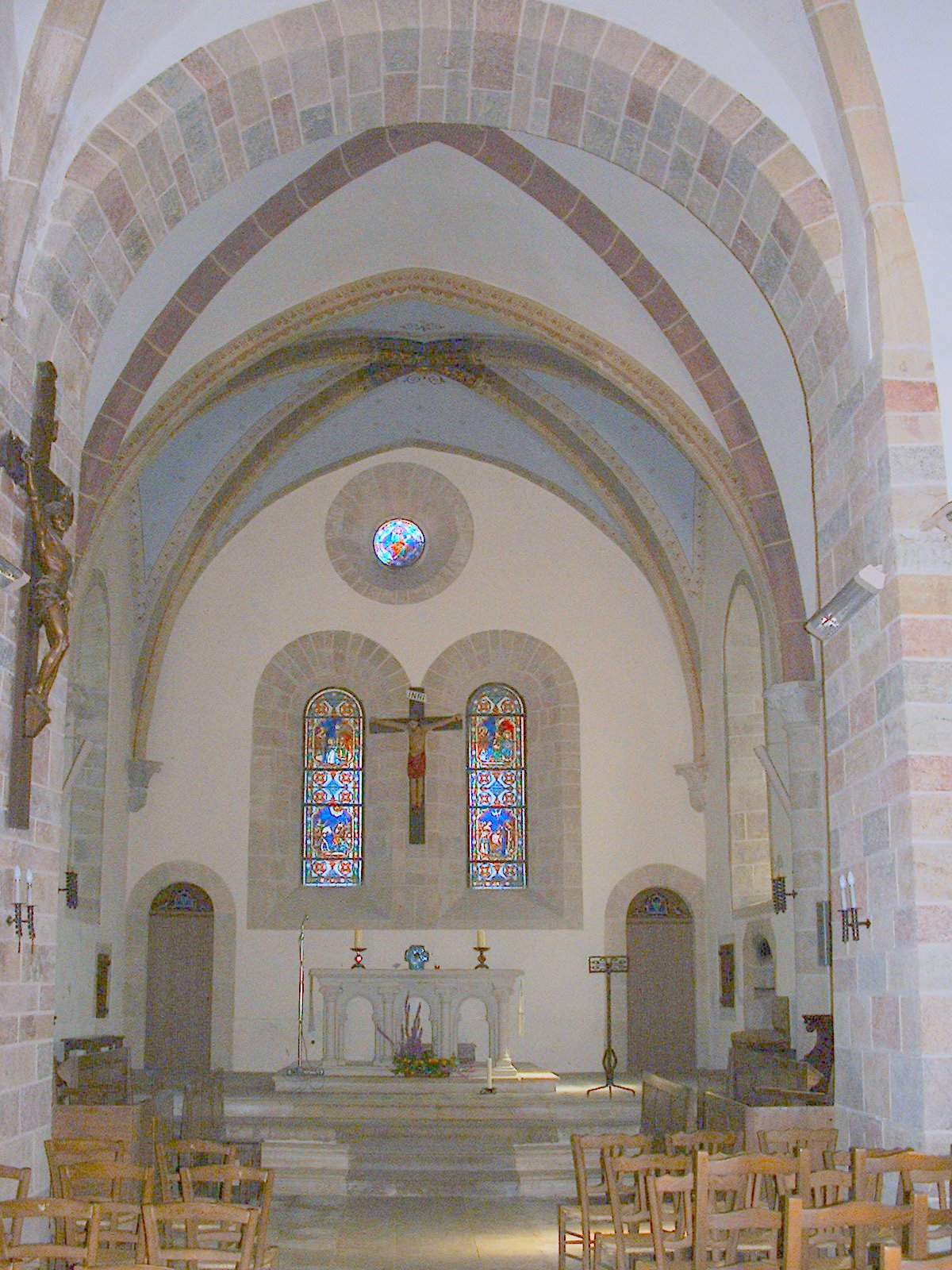
La nef de l'église.
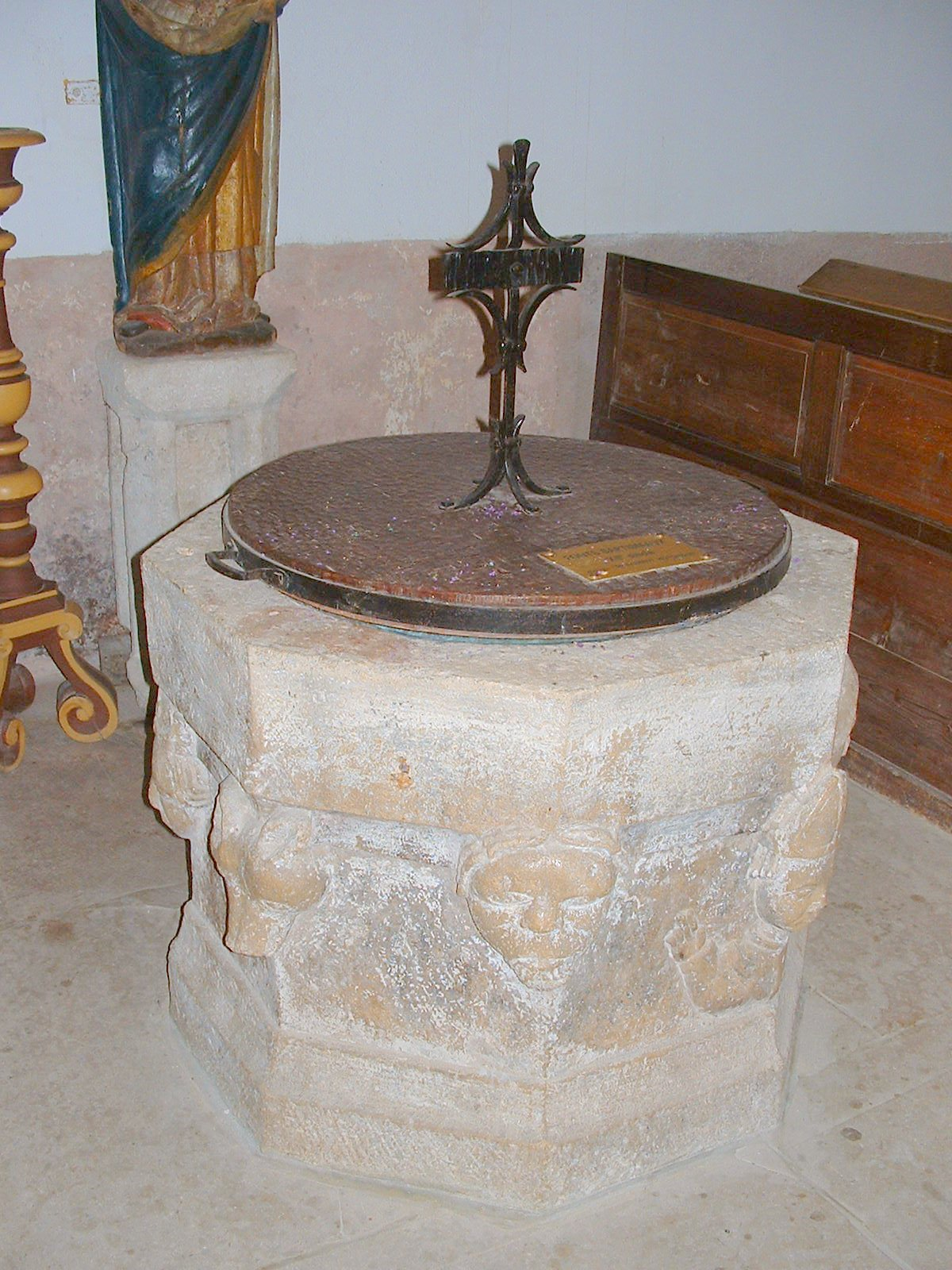
Les fonts baptismaux.
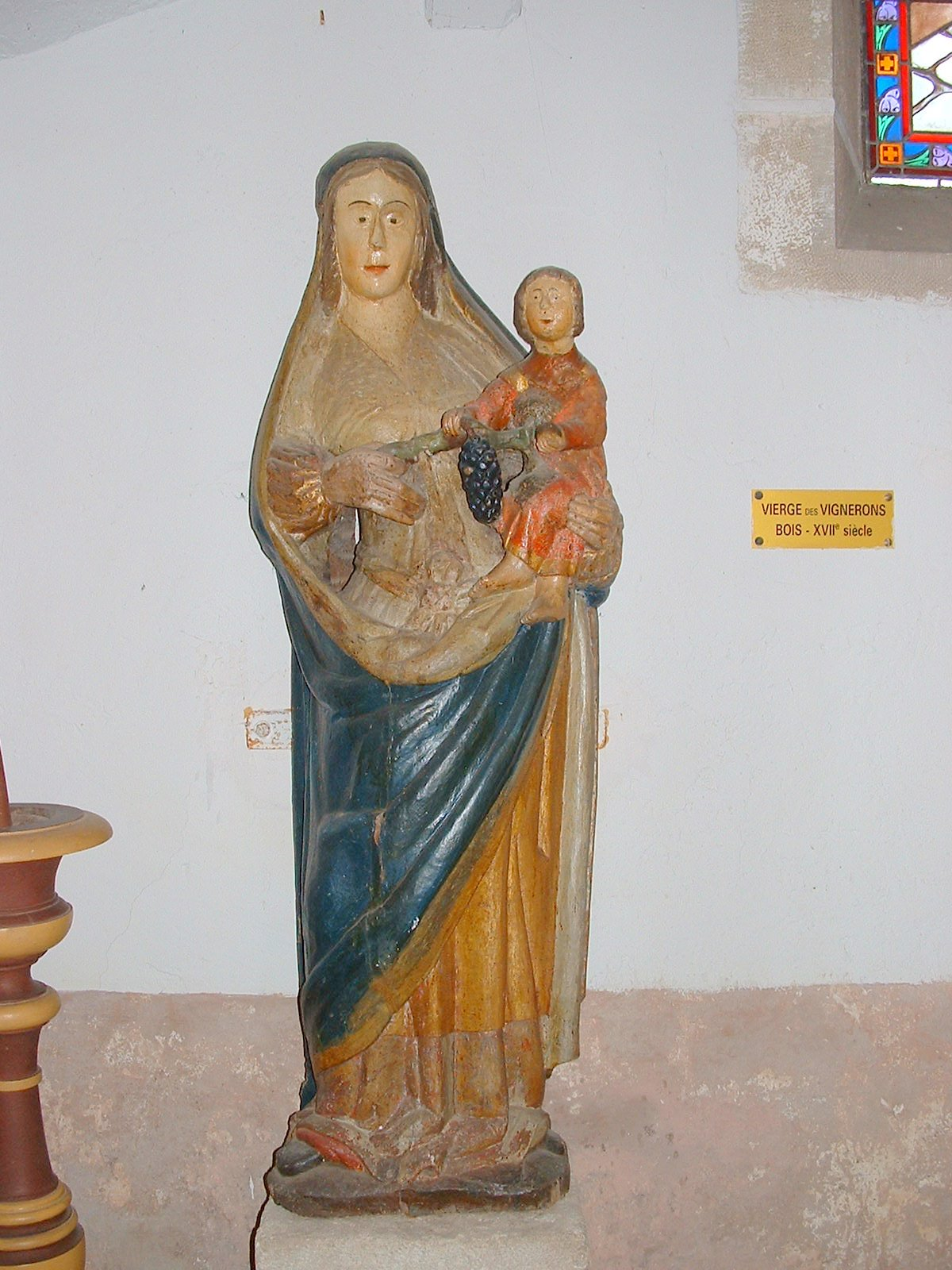
La Vierge des vignerons.

- Pont du XVIe siècle

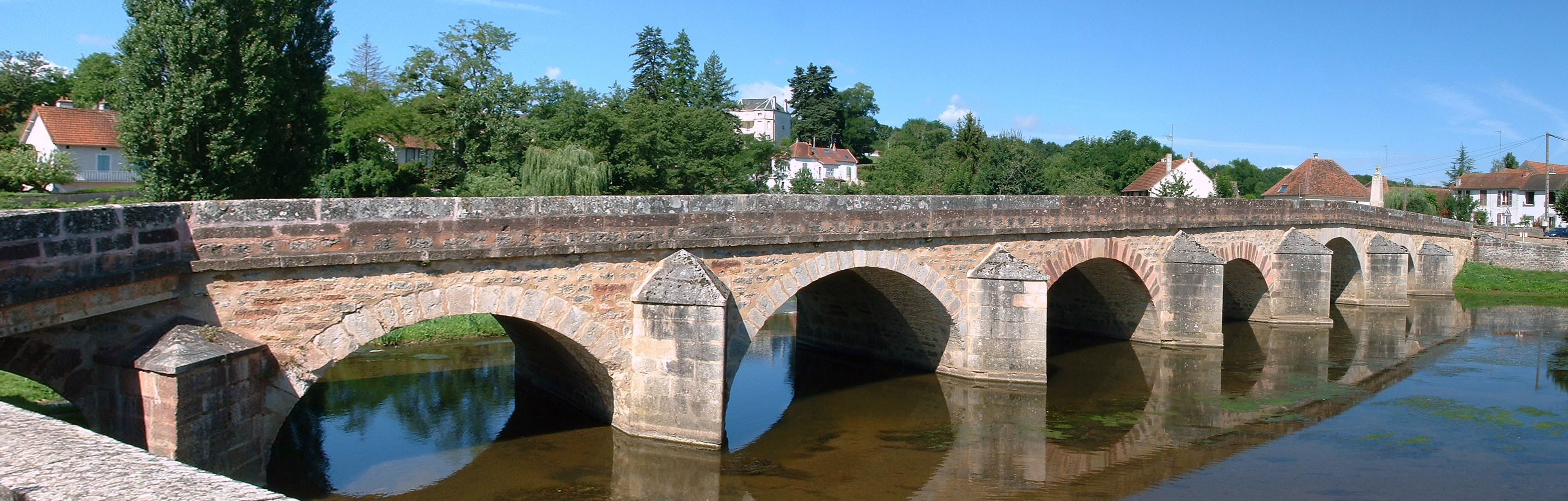
Le pont du XVIe siècle sur le Serein.

Construit au début du XVIe siècle, l'actuel pont à 8 arches fit l'objet de réfections en 1627 et en 1666. Grâce aux finances de la province de Bourgogne, il prend en 1775 son aspect architectural définitif. Il a été restauré en 1755 et 1994.
Les 8 arches, de hauteur et de portée différentes, en font un ouvrage remarquable par son pittoresque, tant dans sa silhouette harmonieuse que dans la palette colorée des matériaux qui le composent.
Ce pont qui se reflète en amont sur le large plan d'eau du Serein est construit en pierres de couleurs différentes : pierre rouge brun sans doute d'extraction locale, pierre grise du type de Chassignelles et pierre blanchâtre du type Anstrude Bierry-les-Belles-Fontaines.

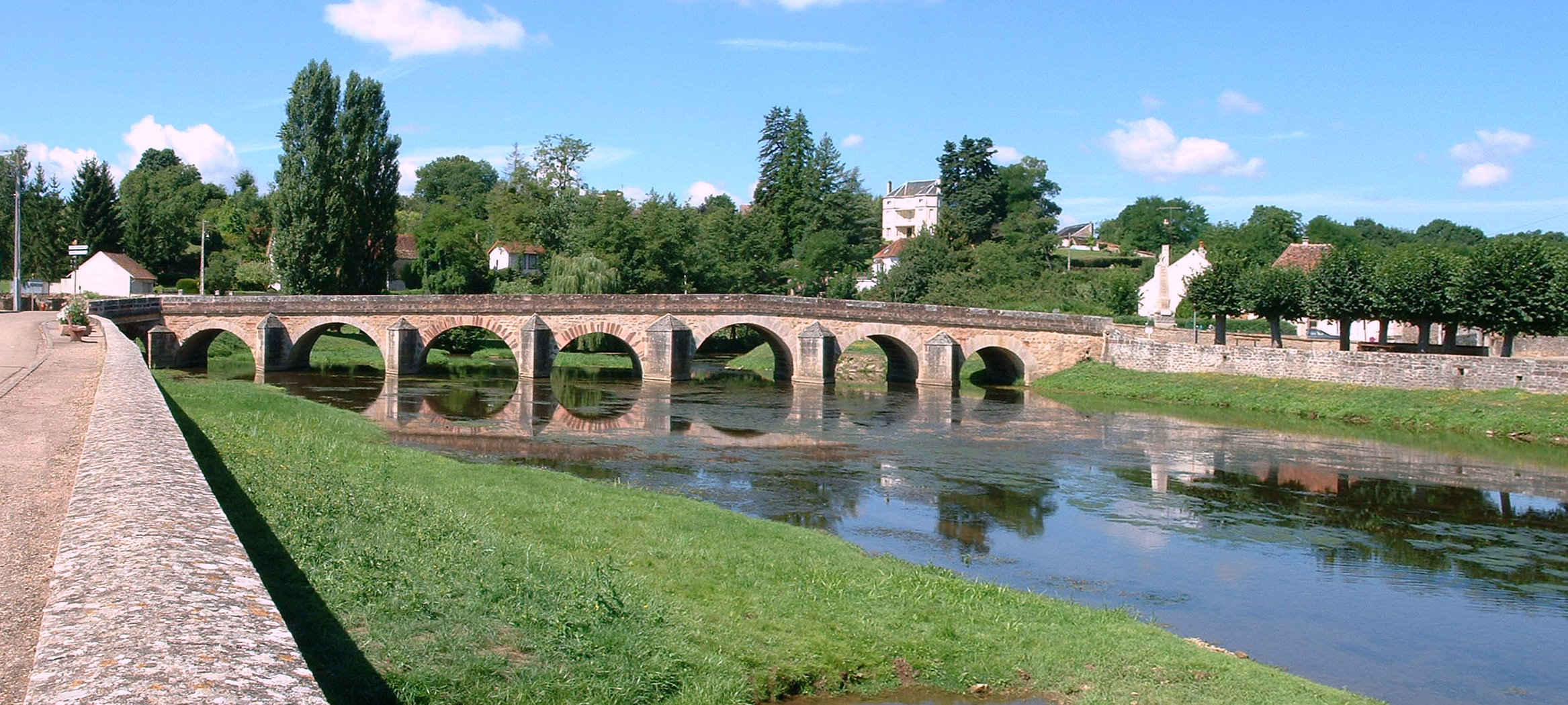
Vue générale du pont.
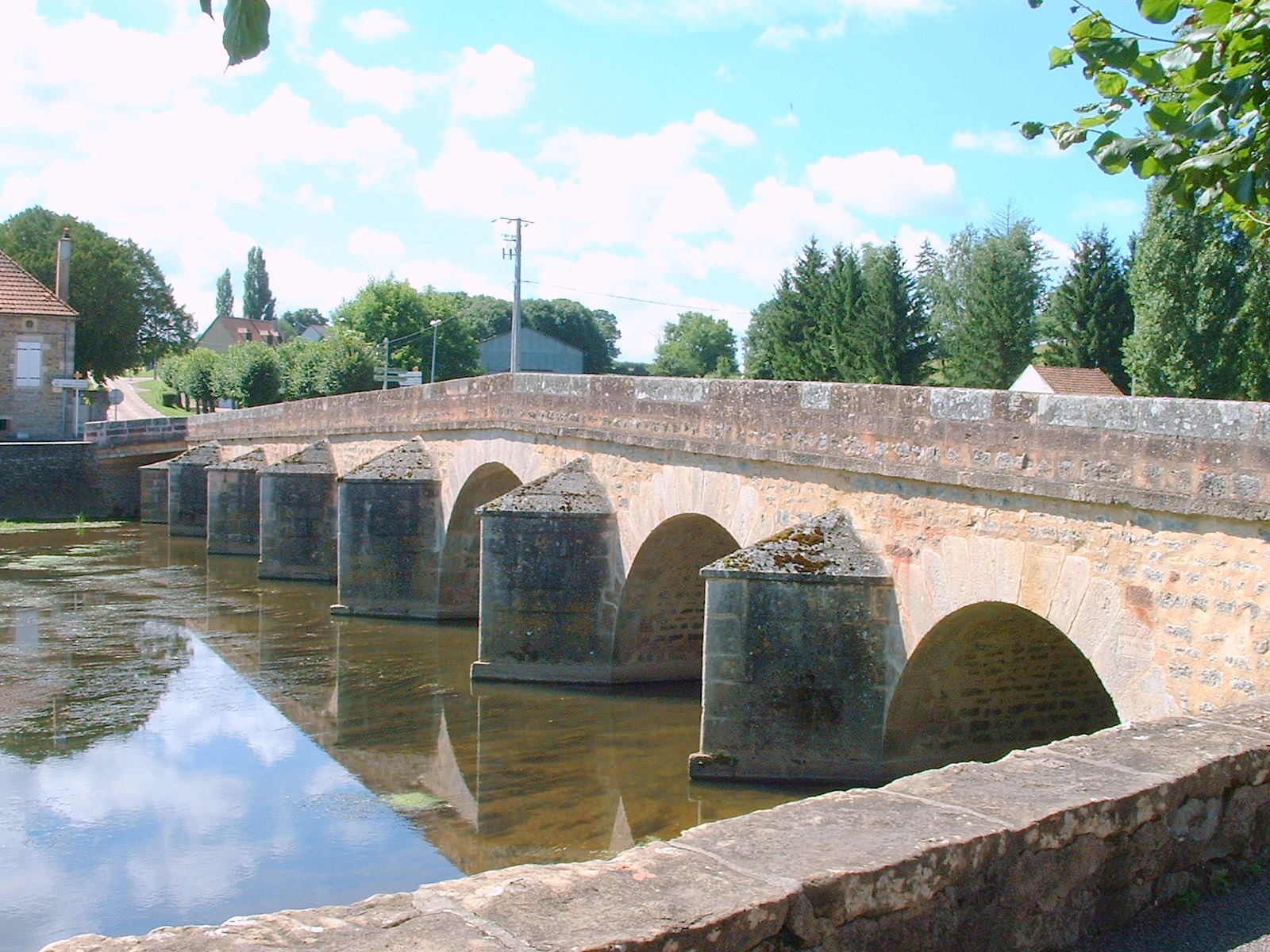
Vue du pont et du Serein en aval.
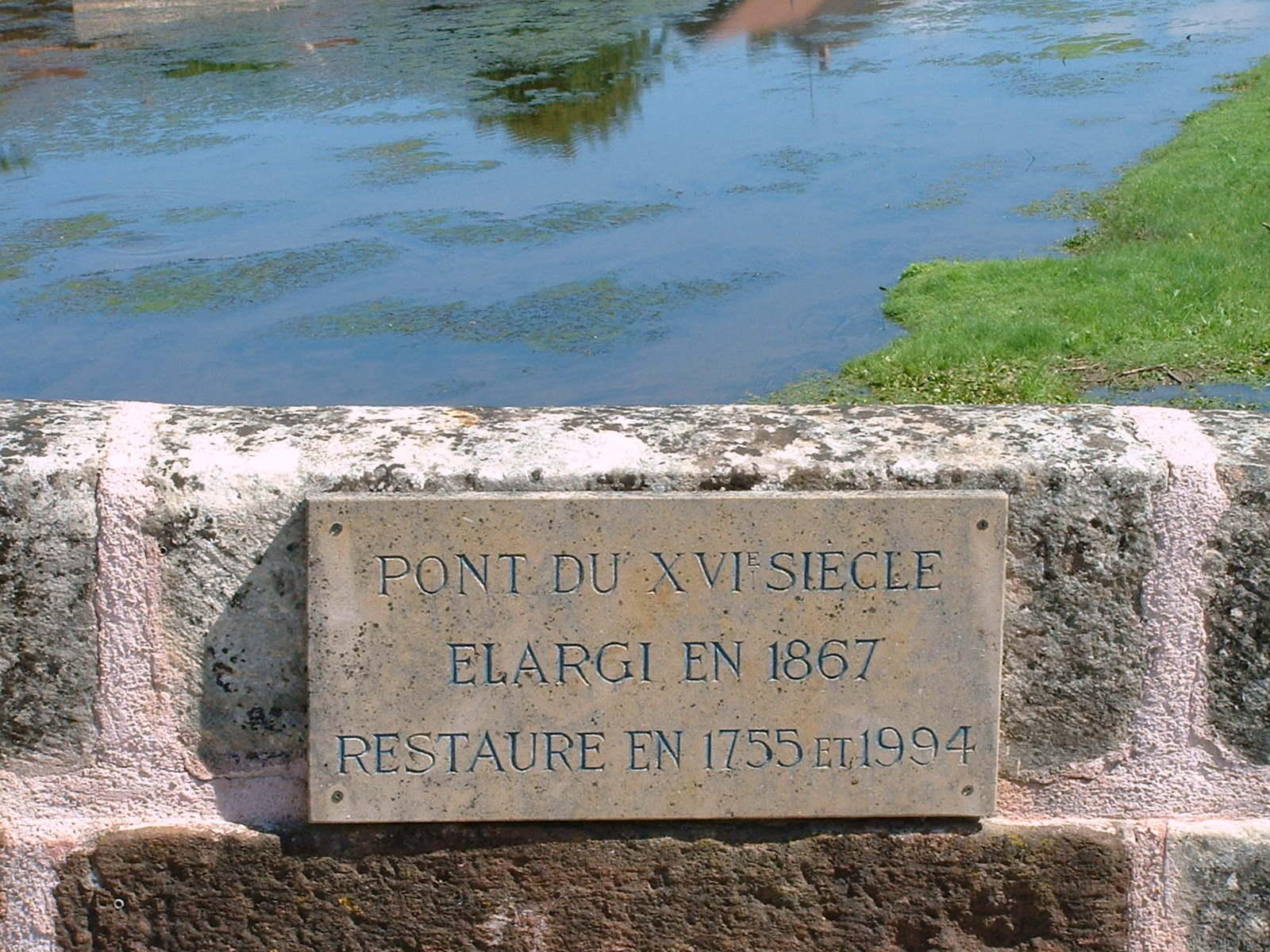
Plaque commémorative du pont.

## Alésia à Guillon
Selon l'historien Bernard Fèvre, les collines du Montfault et de la Montagne de Verre surplombant Guillon ne seraient autres que celles d'Alésia ; toujours selon B. Fèvre, le village d'Alise-Sainte-Reine ne correspondrait pas aux descriptions que donne Jules César du dernier lieu de bataille de la guerre des Gaules.
Dans son ouvrage, s'appuyant sur le texte de César, B. Fèvre reconstitue en détail le siège d'Alésia sur ces collines et autour d'eIles. Il affirme notamment que les 23 redoutes mentionnées par César ont été retrouvées, ni une de plus ni une de moins, autour de la double colline.
B. Fèvre fait notamment remonter les vieux murs se trouvant sur le Montfault aux environs de 1 200 av. J.-C., date à laquelle Alésia a été fondée par Héraclès selon Diodore de Sicile. La plupart des historiens s'accordent toutefois à considérer qu'on ne peut suivre ces passages de Diodore de Sicile comme une source historique fiable : Diodore se livre à un travail d'historicisation des mythes justifié par des liens avec son actualité.
Cela n'a pas empêché cette théorie d'être reprise récemment par l'auteur Sylvain Tristan, qui affirme qu'Alésia a été l'héritière du peuple à l'origine des monuments mégalithiques (disparu vers 1 200 av. J.-C.). D'après cet auteur, ces collines se trouveraient sur le tracé de lignes géodésiques d'une géométrie à 366 degrés qui aurait été utilisée par ce peuple. Ainsi la ville d'Ales dans le sud de la France, celle d'Alost (Aalst) en Belgique et le site de Guillon sont alignés sur un méridien faisant partie de la géométrie à 366°. L'Alésia supposé de Guillon se trouve exactement à mi-chemin (380 km) entre Alès et Alost. Sylvain Tristan explique que ces sites sont des sites "alésiens" dont nous avons perdu la connaissance, mais que les peuples mégalithiques avaient pris soin de baliser. Les villes de Reims et de Troyes, connues pour leur importance historique, sont aussi sur cette ligne importante.
Aucune de ces hypothèses, qui s'appuient sur des faits géographiques vérifiables mais sans rapport entre eux, n'a fait l'objet de recherches par les scientifiques à l'heure actuelle. Depuis les fouilles franco-allemandes des années 1990, il y a un consensus par la communauté des archéologues et des historiens selon lequel Alésia est située à Alise-Sainte-Reine.

## Personnalités liées à la commune
- Bernard Fèvre, ardent défenseur de la théorie plaçant Alésia à Guillon.
- Charles François Soisson, militaire des guerres révolutionnaires né à Guillon.

## Pour approfondir